# Villalier
Villalier é uma comuna francesa na região administrativa de Occitânia, no departamento de Aude. Estende-se por uma área de 7,7 km². Em 2010 a comuna tinha 1 003 habitantes (densidade: 130,3 hab./km²).